# Gideon (album)
Gideon è il nono album in studio del cantante statunitense Kenny Rogers, pubblicato nel 1980.

## Tracce
Testi e musiche di Kim Carnes e David M. Ellingson.
1. Goin' Home to the Rock (intro) – 0:40
2. Gideon Tanner – 2:34
3. No Good Texas Rounder – 4:11
4. Don't Fall in Love with a Dreamer (with Kim Carnes) – 3:39
5. The Buckeroos – 3:16
6. You Were a Good Friend – 3:53
7. Call Me Up (The Phone Is in the Cradle) – 3:17
8. These Chains – 3:22
9. Somebody Help Me – 2:51
10. One Place in the Night – 2:59
11. Sayin' Goodbye – 3:25
12. Goin' Home to the Rock (reprise) – 0:58